# El origen de la Vía Láctea (Tintoretto)
El origen de la Vía Láctea es un óleo sobre lienzo del maestro del Renacimiento tardío Tintoretto y que fue pintado entre 1575 y 1580. La obra se exhibe en la National Gallery de Londres, aunque en el pasado fue parte de la colección de arte de Orleans.

## Historia
Algunos historiadores apuntan que la obra perteneció inicialmente a la colección de Rodolfo II de Habsburgo, aunque posiblemente el único dato que corrobora esta hipótesis es un panfleto italiano de 1648, que establece que Tintoretto «pintó cuatro fábulas para el emperador entre las que se encontraba la pintura de Júpiter sujetando al pequeño Baco hacia el pecho de Juno». Sin embargo para validar esta suposición, según los historiadores de arte Rose Marie Hagen y Rainer Hagen, es necesario conjeturar que el escritor debió cometer un error y haber confundido a Baco por Hércules.
Rodolfo II adquirió numerosas obras de arte para consolidar su colección privada y fue mecenas de varios artistas de su época. Durante el último año de la Guerra de los Treinta Años, precisamente el 26 de julio de 1648, la colección de arte y sus obras más valiosas fueron saqueadas del Castillo de Praga por los suecos. Las obras pasaron a pertenecer a la reina Cristina de Suecia, pero con su muerte, sus descendientes vendieron una fracción de la colección a Felipe II de Orleans. Tras el estallido de la Revolución francesa, Felipe vendió una parte de la Colección Orleans a un grupo de nobles ingleses. De estas obras 25 fueron adquiridas por la National Gallery de Londres. Específicamente la obra El origen de la Vía Láctea fue comprada en 1890 al Conde de Darnley en una subasta por 1312 libras esterlinas.